# 埃达 (明尼苏达州)
埃达（Ada），美国明尼苏达州诺曼县城市，位于该县中部。总人口1,707（2010年美国人口普查）。埃达为诺曼县府所在地。